# Galacfalva
Galacfalva, 1912-ig Galac (románul: Galații Bistriței, németül: Heresdorf) falu Romániában, Erdélyben, Beszterce-Naszód megyében.

## Fekvése
A Mezőség keleti peremén, a Sajóba futó Dipse-patak partján, Besztercétől 18 km-re délnyugatra fekszik.

## Nevének eredete
Ferenczi István és Janitsek Jenő véleménye szerint neve besenyő eredetű és a románban kapta mai alakját. Először 1345-ben mint Galoz, Golaz és Goloz jelenik meg, 1356-ban Galaz, 1587-ben már Galacz. Német neve valószínűleg nem független a szomszédos Harina nevétől.

## Története
A középkorban szász jobbágyfalu volt Doboka vármegyében. 1519-ben Galaci Tamás elzálogosította a helybeni udvarházát. 1603-ban pusztán állt, majd románokkal települt újra. A 18–19. században a Wesselényi és a Bethlen család birtoka volt. Az 1830-as években Wesselényi Miklós mintagazdaságot rendezett be, amely főként a juhászatra épült. Ő alapította a falu román népiskoláját is. Ekkoriban még állt az 1754-ben felújított református templom, de hívek nélkül. Utolsó lelkészét, a gyülekezet nélküli Krizbai Jánost fiával és az uradalom gazdatisztjével együtt Urban besztercei főhadiszállására idézték. Urban elbocsátotta őket, de visszafelé, Besenyő határában mindhármukat lelőtték mint menekülőket. A romos református templomot 1876-ban, Wesselényi Miklós kívánságára felújították, de a faluban akkor élő 23 református többsége magyarul nem beszélő cigány volt. A hívek megfogyatkozása miatt a templomot 1924-ben lebontották. A falut 1876-ban csatolták Doboka vármegyétől Beszterce-Naszód vármegyéhez.

## Népessége
- 1850-ben 842 lakosából 813 volt román és 21 cigány nemzetiségű; 834 görögkatolikus vallású.
- 2002-ben 660 lakosából 650 volt román nemzetiségű; 641 ortodox és 16 pünkösdista vallású.

## Látnivalók
- Wesselényi-kripta
- zsidó temető[7]